# Ribeauvillé
Ribeauvillé (in alsaziano Ràppschwihr, in tedesco Rappoltsweiler) è un comune francese di 4 979 abitanti situato nel dipartimento dell'Alto Reno nella regione del Grand Est.
Nel medioevo, i signori di Ribeauvillé erano "re" dei menestrelli e trovatori di tutta l'Alsazia.
La leggenda narra di un signore della città che, incontrando in strada un pifferaio disperato per aver perduto il proprio strumento, attorniato dalla sua famiglia in lacrime terrorizzata dalla fame incombente, gli regalò una borsa di monete, dimenticando subito l'episodio. 

Qualche giorno dopo arrivò al castello un grande sorprendente corteo, capeggiato dal pifferaio che suonava uno strumento tutto d'oro, composto da tutti i possibili artisti ambulanti: suonatori di trombe e tamburi, menestrelli, domatori di orsi, di cani, di gatti, di scimmie - e insomma tutta la straordinaria corporazione degli artisti ambulanti, che veniva a nominarlo proprio re, in segno di gratitudine per la sua generosità.
Così da allora, tutti gli anni, quelli che oggi chiamiamo musicisti ed artisti di strada convennero a Ribeauvillé per una grande festa.
Questa festa dei menestrelli si ripete ancor oggi, la prima domenica di settembre, con un grande corteo folkloristico e festival di musica medioevale.
Diede i natali al generale Jean-Michel Beysser.

## Società

### Evoluzione demografica
Abitanti censiti

## Galleria d'immagini

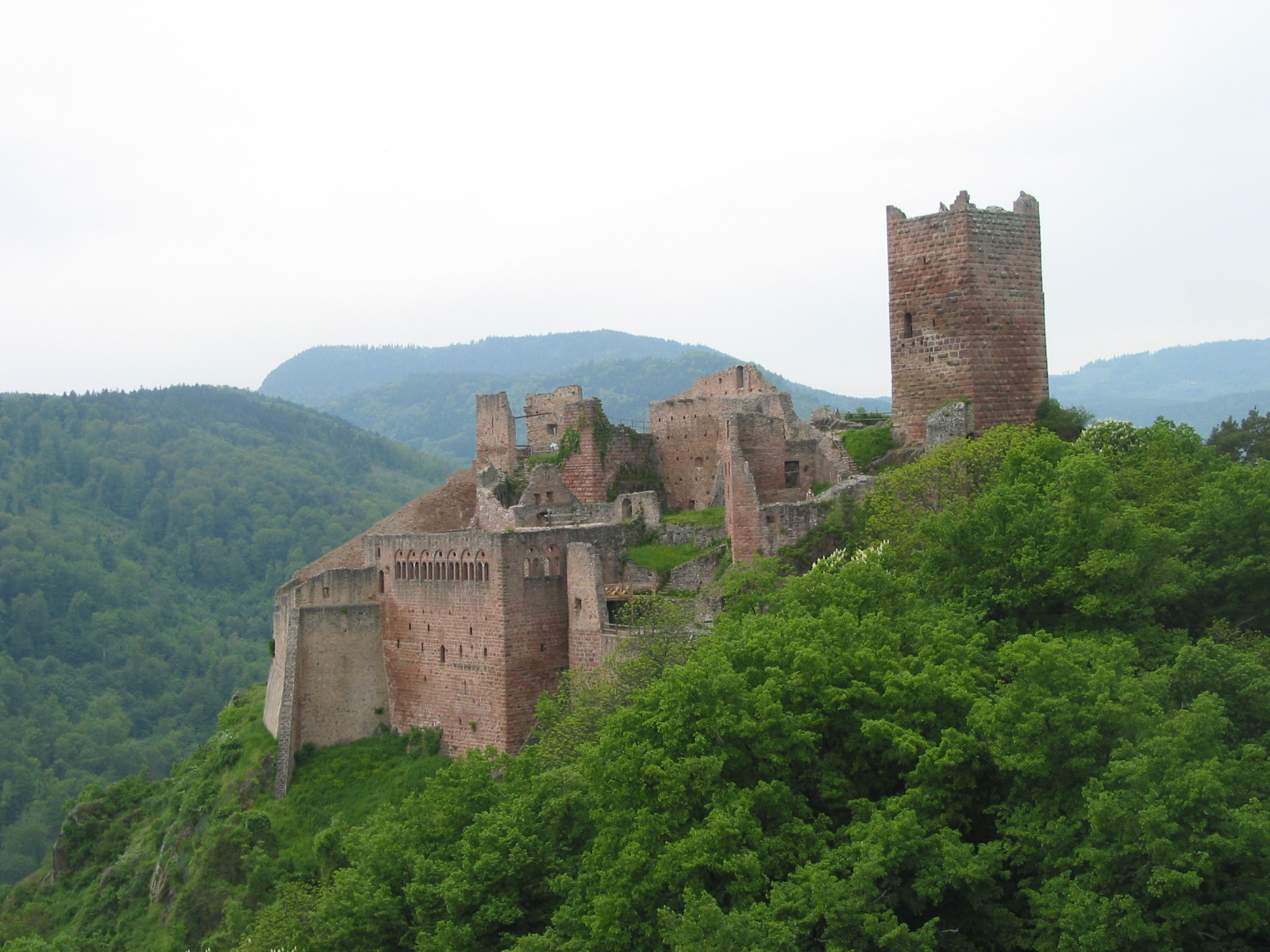
Ribeauvillé: la fortezza di saint-Ulrich
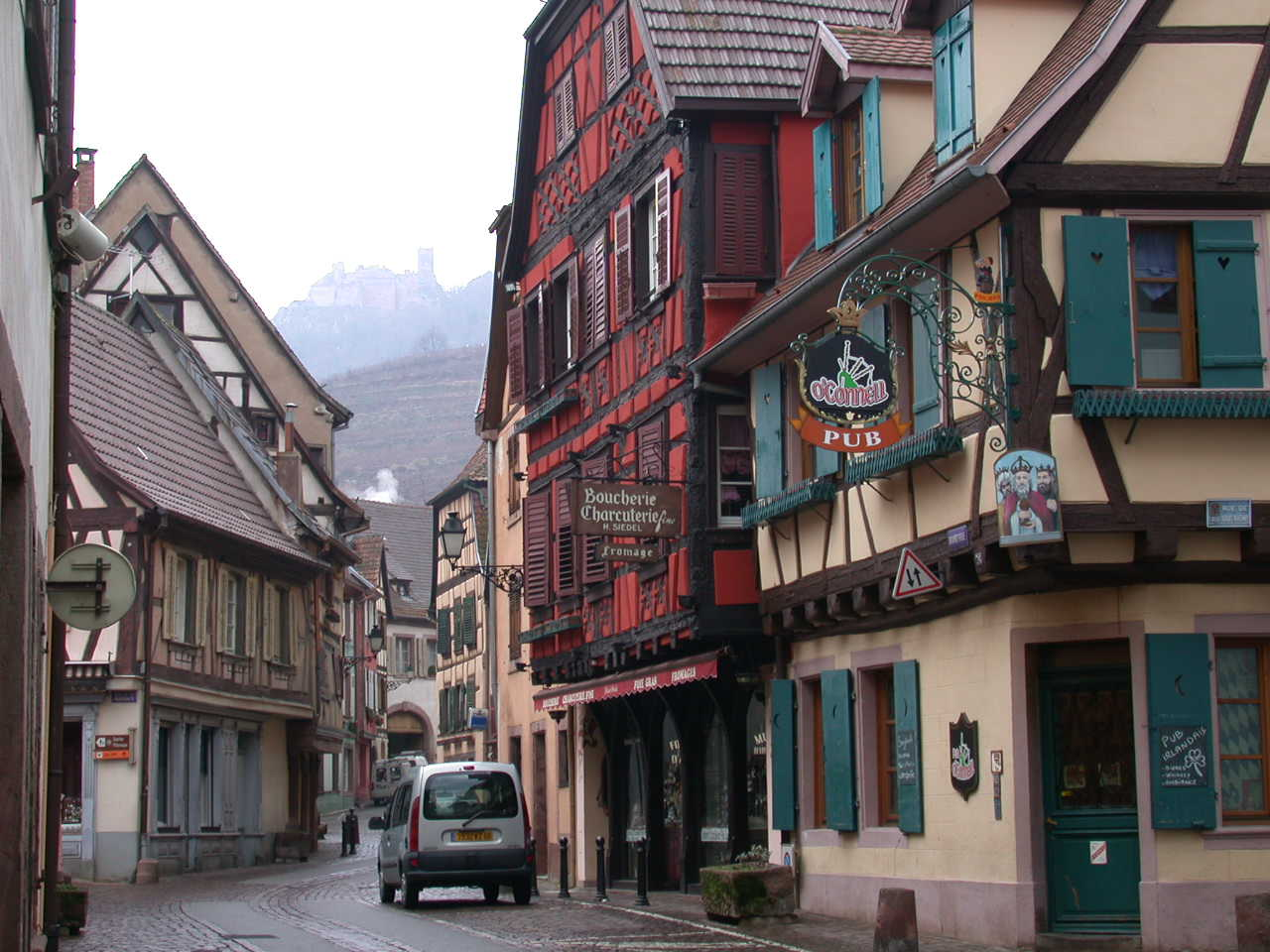
una via, con il castello sullo sfondo
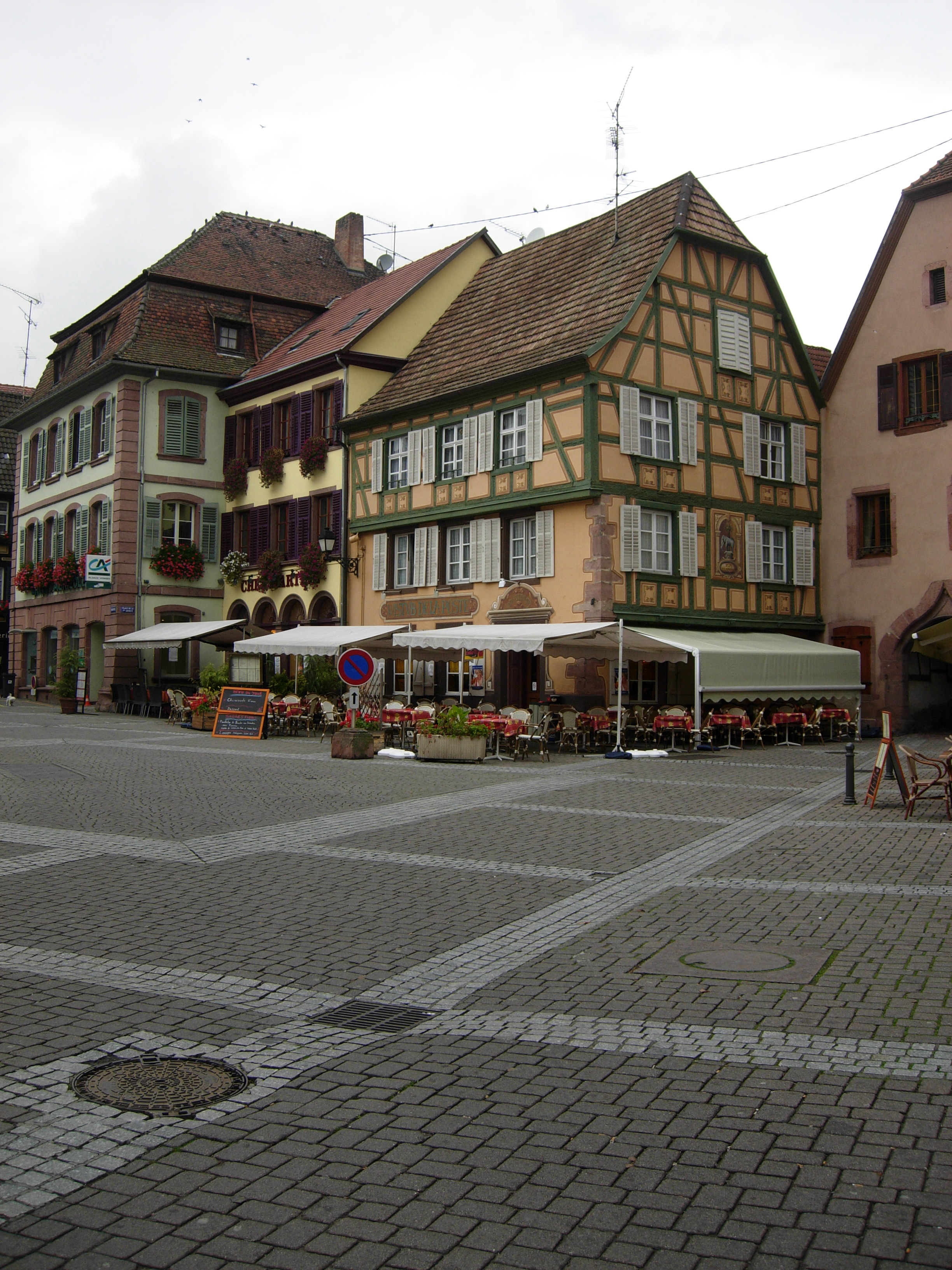
Place de la 1ère Armée
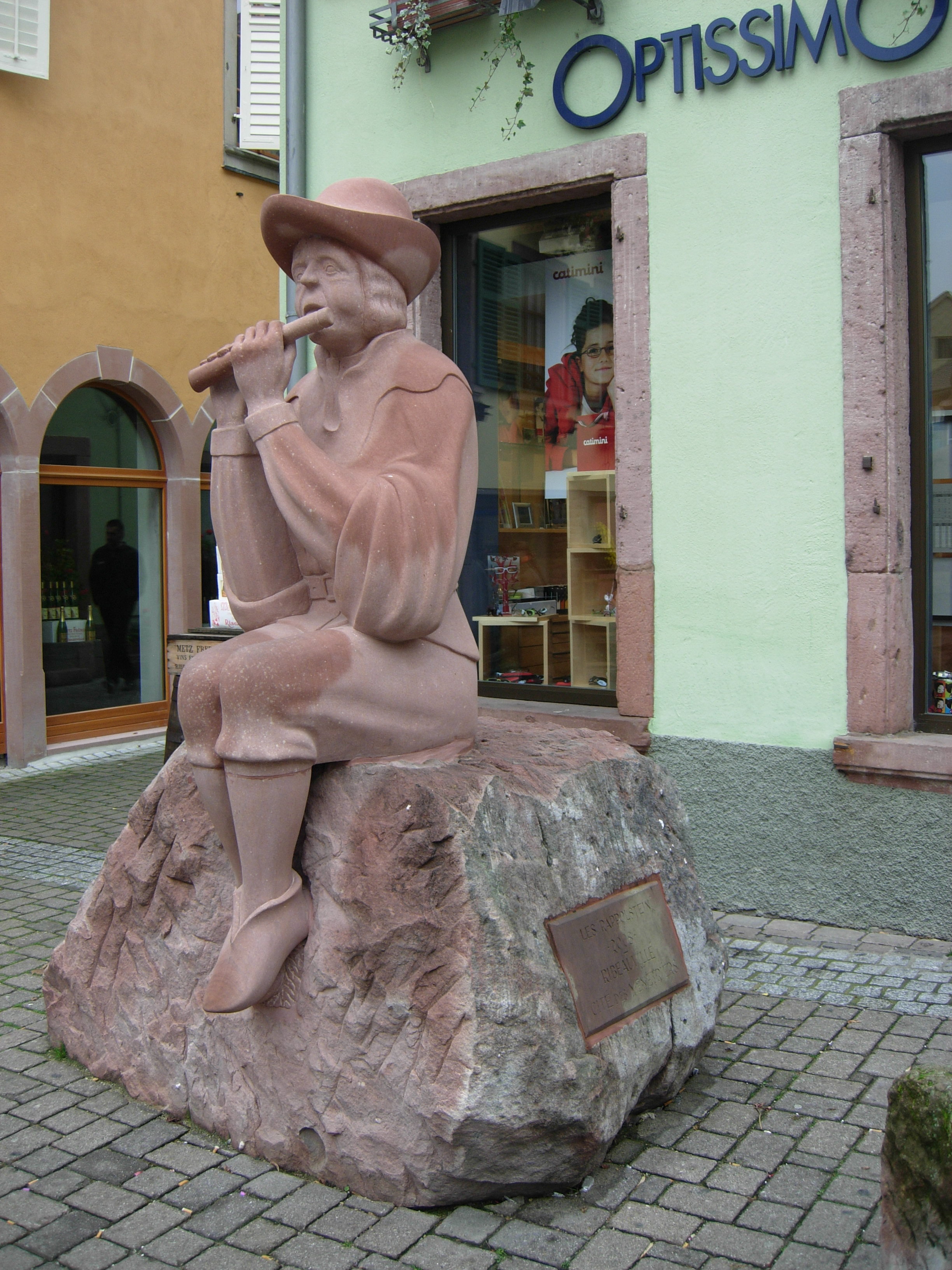
Statua Les Rappolstein
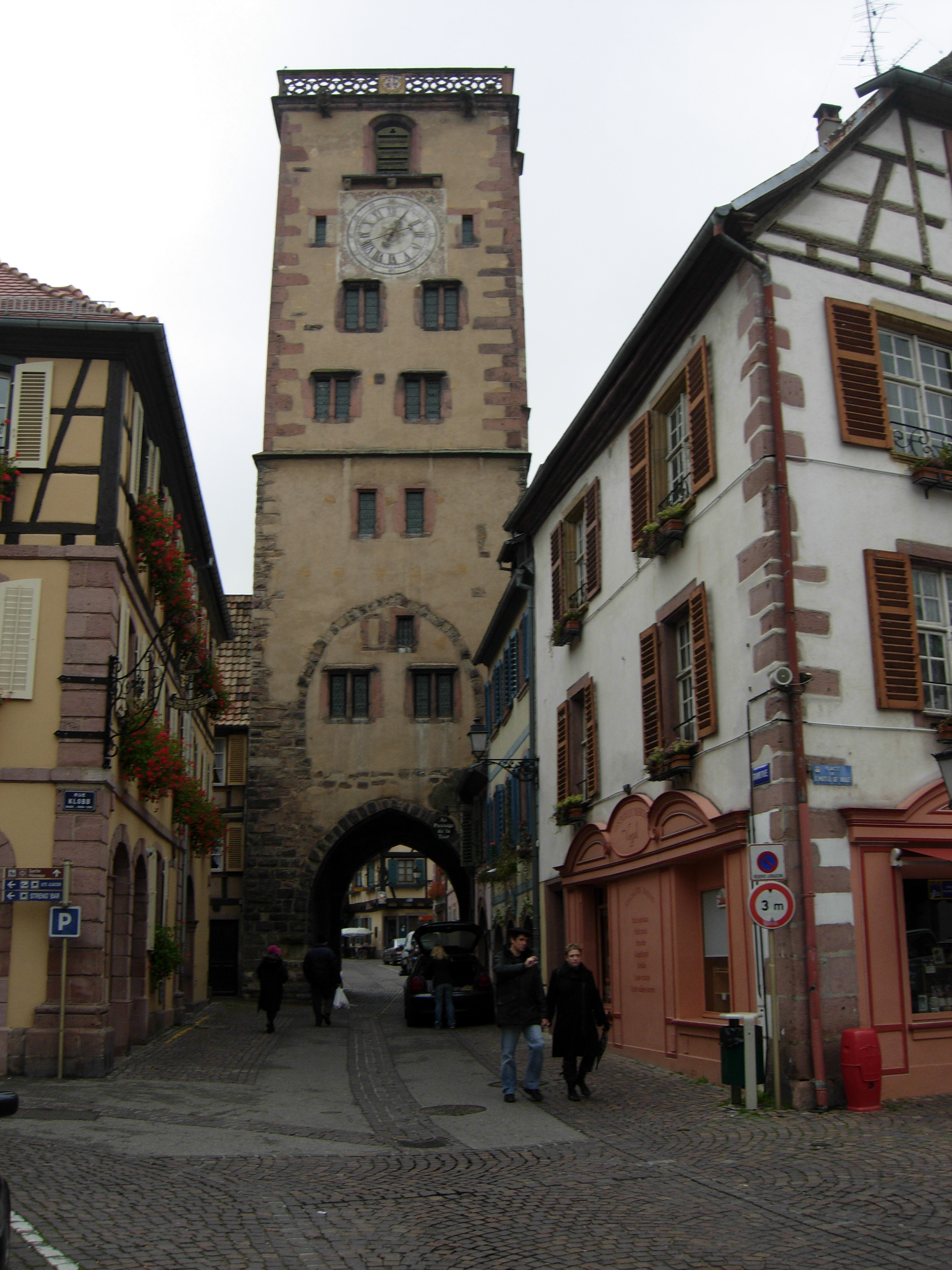
Torre civica